# Brekina
Brekina is een Duitse modelauto- en modeltreinfabrikant. Het is derhalve ook een fabrikant van modelspoorbaantoebehoren.
Brekina produceert modelauto's in de schaal 1:87 (H0) en modeltreinen in de schalen 1:22,5 (G), 1:87 (H0) en 1:160 (N) en doet dat met veel detail. Het bedrijf legt zich vooral toe op de productie van modellen van de jaren vijftig tot de jaren tachtig.
Modellen zijn onder andere:

## Auto's
- Alfa Romeo:
  - Giulia: 1300, 1600 (1962–1978), model sinds 2003
  - Giulia Sprint GT en GTA 1300 (1974), model sinds 2021
  - Spider 2000 (1969–1983), model sinds 2018
  - Montreal (1970–1977), model van PCX sinds 2021
  - 164, model van PCX van 2024
- Aston Martin
  - DB 5, model sinds 2025
  - DB 7 (Cabrio), model van PCX sinds 2021
- Audi
  - Audi 80 (B1, 1972–1975), model van Drummer sinds 2012
  - Audi 80 (B2, 1978–1986), model van PCX sinds 2022
- Austin
  - Austin Seven (1923–1939) model sinds 2002
  - Mini Countryman (1961–1969), model sinds 2009
- Auto-Union:
  - 1000 S (1959–1962), model sinds 2001
  - Wanderer W 22 (sedan, cabriolet, jaren 1930–1939), modellen 1981–2005
- Barkas B 1000 (1961–1990) (minibus, bestelwagen en ambulance), modellen sinds 2006
- BMW:
  - Dixi, model jaren 1980–1990 en sinds 2009
  - 326 (sedan, 1936–1941/1946), model sinds 2018
  - 502 (cabriolet, 1952–1964), model van Resina 2012/2013
  - 503 (coupé, 1956–1959), model van Resina 2012/2013
  - 1500, 1800, 2000 (nieuwe klasse, 1962–1972), model sinds 1992
  - 2000 CS (coupé, 1965–1970), model van PCX sinds 2020
  - 1600/1602 (1966–1973), model sinds 1995
  - 2500/2800 (1968–1977), model van Starmada sinds 2012
  - 635 CSi (1976–1979), model sinds 2022
  - M535i (1980), model van PCX sinds 2021
- Borgward P 100 (1959–1962), model sinds 2008
- Cadillac
  - Coupé deVille (1972), model sinds 2025
  - Eldorado Convertible (1971–1978), model sinds 2023
- Checker (Taxi, 1960–1982), model sinds 2018
- Chevrolet:
  - El Camino (pick-up, 1959/60), model sinds 2009
  - Corvette C3 (1967–1982), model sinds 2011
  - Corvette C8 (2020), model van PCX sinds 2024
  - C10 (pick-up), model sinds 2024
  - Camaro I (1966–1969), model sinds 2022; Camaro II (1970–1972), model sinds 2009
  - Caprice (sedan, 1987), model sinds 2023
- Citroën:
  - Traction Avant 11 CV, model 1981–2005
  - 2 CV AZU Fourgonnette, model sinds 2005
  - Dyane, model sinds 2023
  - Acadiane, model sinds 2024
  - DS Break (1967–1975), model sinds 2009
  - DS Cabrio, model sinds 2025
  - CX Break (1975–1985), model van PCX sinds 2021
- Dacia 1300 (1969–1979)
- DAF
  - DAF 600/750 (1958–1963), model sinds 2017
  - Daffodil (1961–1964), model sinds 2018
  - DAF 66 (sedan en stationwagen, 1972–1975), model sinds 2021
- DKW
  - F7 / F8 (Cabrio-limousine en bestelwagen, 1939–1942) model jaren 1980
  - Junior (1959–1963)
  - 3=6
- Dodge A-100 (bestelwagen en pick-up, 1964–1979), model sinds 2013
- EMW 340 (DDR 1949–1955), model sinds 2016
- FAW Hongqi: CA 770, CA 7202, model van Trumpeter 2006
- Ferrari:
  - F 156 (Formule 1 Raceauto, 1961–1964), model sinds 2021
  - 365 GT 2+2 (1967–1971), model van PCX sinds 2021
  - Dino 246, model van PCX
  - 288 GTO (1984–1986), model van PCX sinds 2020
- FIAT:
  - 600 Multipla (1956–1967), model sinds 2011
  - 238 (minibus en bestelwagen, 1966–1978), model sinds 2017
  - 1100/1200 (1962–1966), model van Drummer sinds 2008
  - 1300/1500 (1961–1964), model van Drummer sinds 2010
  - 124 (1966–1972), model sinds 2008
  - 126 (1972–1991), model van Drummer sinds 2009
  - 127 (1971–1977), model van Starline
  - 128 (1969–1972), model sinds 2022
  - 131 Mirafiori (1974–1978), model van Drummer sinds 2014
  - 2300 S Coupé (1961–1968), model van Drummer sinds 2008
  - 130 (1969–1977), model van PCX sinds 2021
- Ford:
  - Taunus 17M P2 (1957–1960) (sedan en Turnier), model 1983–2002
  - Taunus 12M G13 (1959–1962) (sedan), model sinds 2008
  - Taunus 17M (P3, Turnier), model sinds 2024
  - Taunus 17M / 20M / 26M (P7b) (1967–1971) (sedan), modellen sinds 2010
  - Taunus (1971–1974), sedan model sinds 2004, coupé model sinds 2005
  - Granada (1975–1977) Coupé en Turnier, modellen van PCX sinds 2020
  - Granada (1977–1981) Turnier, model sinds 2019
  - Fiesta Mk I (1976–1983), model van PCX sinds 2021
  - Fiesta Mk III (1989–1993), model van PCX
  - Capri (1977–1984), model sinds 2019
  - Escort RS 1800 Mk 2 (1975–1980), model sinds 2023
  - Escort Mk IV Cabriolet, model van PCX
  - Sierra RS 500 Cosworth (1986–1988), model sinds 2021
  - Scorpio, model van PCX
  - Gran Torino, model sinds 2025
  - Mustang Fastback, model sinds 2023
  - Transit (bestelwagen, 1965–1978), model sinds 2002
  - Ford LTD Country Squire (1978), model sinds 2022
- Glas
  - Goggomobil T (sedan, 1955–1969) model sinds 2005
  - Goggomobil TS (coupé, 1957–1969)
  - Goggomobil TL (bestelwagen en pick-up, 1957–1965), model sinds 2002
- IFA F8 Kombi (DDR 1949–1955), model jaren 1990
- Jaguar Cars
  - XJ 6 (1968–1972), model van Starmada sinds 2012
  - XJ Coupé, model van PCX
  - XJ 40, model van PCX
- Jeep Wagoneer en Gladiator (1962–1982), model sinds 2017
- Lancia
  - Fulvia, model sinds 2024
  - Stratos, model sinds 2023
- Lada Niva (1976–1995), model sinds 2011
- Melkus RS 1000 (sportwagen, 1969–1980), model van Starline

- Mercedes-Benz:

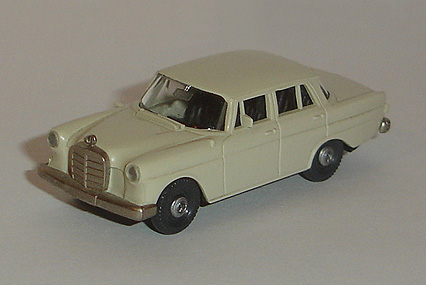
Model van 1982: Mercedes-Benz 190 (W 110)

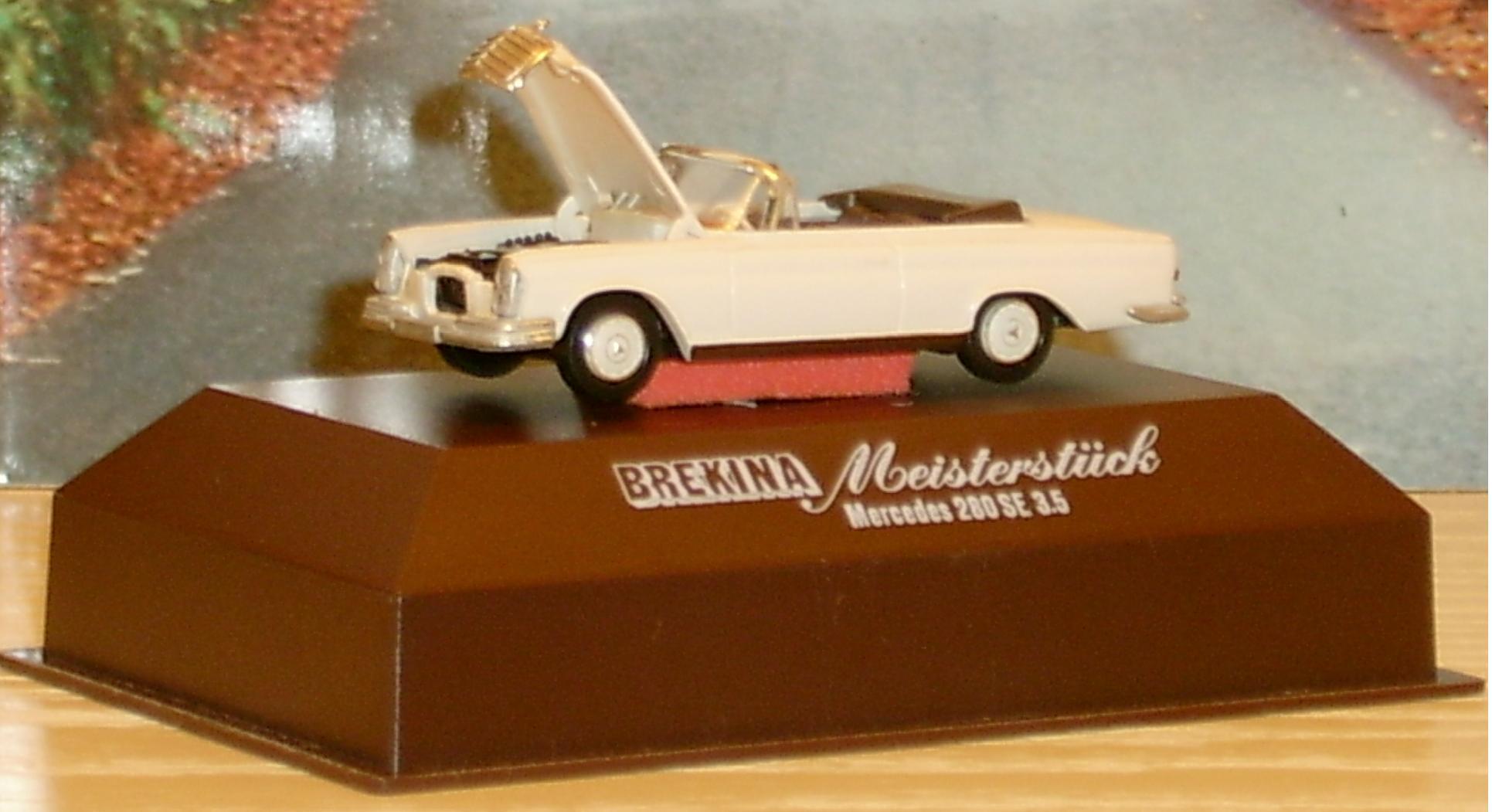
Mercedes-Benz 280 SE cabriolet

  - 770 K (cabriolet), model sinds 2023
  - 180, 190 (1953–1958, sedan en Universal)
  - 190c / 200 (1961–1965, sedan en Universal) model van 1982; model van Starmada
  - 190 E (1982–1988), model van Starmada sinds 2009
  - 200, 200 D, 230, 240 (1973–1976), model sinds 1997
  - 220 D lang (1968–1975), model van Starmada sinds 2010
  - 220 (1951–1955), model van Starmada sinds 2009
  - 220 S Coupé (1956–1960), model van Starmada sinds 2010
  - 280 SE (sedan, 1965–1972), model van Starmada sinds 2009
  - 280 SE (coupé en cabriolet, 1969–1971), model sinds 1990
  - 450 SEL (1972–1980), model van Starmada sinds 2009
  - 450 SLC, model van PCX sinds 2023
  - 600 (1963–1981, sedan en landaulet), model van Starmada sinds 2009
- Morris Minor (1956–1971), model sinds 2008
- NSU TTS (1966–1971), model sinds 2022
- NSU-Fiat 1100, model van Drummer sinds 2007

- Opel:
  - P 4 (1935–1937), model 1980–1999

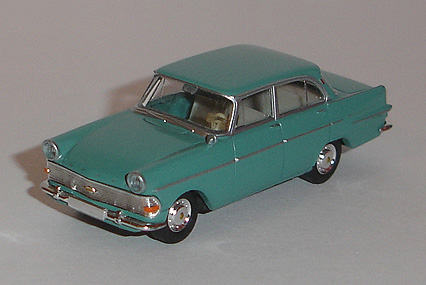
Opel Rekord P2 in schaal 1:87

  - Admiral (jaren 1930), model sind 2023
  - Kadett A (1962–1965) (sedan, CarAVan en coupé), model van Drummer sinds 2007, coupé sinds 2014
  - Kadett City (1975–1977), model van PCX sinds 2021
  - Adam, model van PCX sinds 2024
  - Ascona A (1970–1975) (sedan), model sinds 2011
  - Manta B (1984), model van PCX sinds 2021
  - Olympia Rekord (1953) (sedan en CarAVan), model sinds 2007
  - Rekord P1 (1957–1960) (sedan en CarAVan), model sinds 1997
  - Rekord P2 (1960–1963) (sedan, coupé en CarAVan), model sinds 2004
  - Rekord C / Commodore A (1966–1972) (sedan, coupé en CarAVan), sedan model sinds 1999, coupé en CarAVan model van Drummer sinds 2009
  - Rekord D (1972–1977) CarAVan, model van PCX sinds 2020
  - Commodore B Coupé (1972–1977), model van PCX sinds 2021
  - Kapitän (1954/1955), model sinds 2013
  - Kapitän (1956), model sinds 2019
  - Kapitän P1 (1958), model sinds 2010
  - Kapitän P2 (1959–1963), model sinds 2008
  - Kapitän A (1964–1968), model sinds 2017
  - Kapitän B / Admiral B / Diplomat B (1969–1977) (sedan), model sinds 2006
- Peugeot:
  - 203 (1952–1960) (sedan), model van Drummer sinds 2012
  - 205 (1983–1998), model van PCX
  - 403 (1956–1967) (Pininfarina cabriolet), model van Drummer
  - 404 (1961–1975) (sedan), model sinds 2002
  - 504 (1968–1983), sedan model sinds 2008; Braek model van PCX sinds 2020
- Plymouth Fury (1958), model sinds 2023
- Porsche:
  - Porsche 911, 912 (Type F en G, coupé en targa), modellen sinds 2006 en 2008
  - 917 K (1969–1971), model sinds 2003
  - 968 (1991–1995), model van PCX sinds 2020
- Renault:
  - R4 Fourgonnette (1962–1968), model sinds 2014
  - R12 (1969–1975) (sedan), model sinds 2008
  - R20 / R30 (1975–1984), modellen van PCX sinds 2023
  - Twingo III (2014–2024), model van PCX sinds 2024
- Rolls-Royce Corniche Cabriolet, model van PCX
- Rover:
  - P6 (1962–1976), model sinds 2008
  - SD1 3500 (1976–1986), model sinds 2025
  - Land Rover 88 en 109 (Serie III, 1968–1971), model van Starmada
  - Land Rover Defender 110, model van PCX
- Saab:
  - Saab 92 (1950–1956), model sinds 2019
  - Saab 96 (1960–1980), model sinds 2007
  - Saab 99 (1968–1972), model van PCX sinds 2020
  - Saab 900 Turbo en Cabrio (1986), model van PCX sinds 2021
- Sachsenring P 240 (1957–1959), model sinds 2021
- SEAT 124 (sedan, 1968–1972)
- SIMCA 1100 (1967–1981), model van PCX sinds 2021
- Škoda:
  - Felicia (cabriolet, 1957–1964), model van Starline sinds 2019
  - Octavia (1959–1971), model van Starline sinds 2020
- Steyr Baby (bestelwagen, 1936–1940), model van Starline sinds 2018
- Talbot Matra Rancho, model van PCX sinds 2022
- Trabant P50 / 500 / 600 (1958–1965), sedan model sinds 2001, kombi model sinds 2021
- Toyota Celica (TA22, 1970–1975), model van Drummer sinds 2013
- Volkswagen:
  - Kever 1200 en 1300 (1964–1967), model sinds 1994
  - Kever Karmann Cabriolet, model van PCX sinds 2024
  - VW Type 3: 1500, 1600, 1600 TL, 1500 Variant (1961–1969), model sinds 1995
  - VW Transporter: T1a, T1b, T2b (bestelwagen en minibus), model sinds 1985
  - VW Type 147 "Fridolin" (1965–1974) (bestelwagen en pick up), model sinds 1996
  - Golf I (1974–1978), model sinds 1997
  - Golf Ib (1978–1983), model van PCX sinds 2024
  - Rallye Golf I (1989), model van PCX sinds 2021
  - Passat I Variant (1973–1977), model van Drummer sinds 2012
  - Passat B1 (1977–1980), model van PCX sinds 2021
  - Passat B2 (1985–1988), model van PCX sinds 2021
  - Polo II (1981–1990 en 1990–1994), modellen van PCX sinds 2020 en 2024
  - T-Roc, model van PCX sinds 2024
- Volvo:
  - Volvo Duett PV 445 (1960–1969), stationwagen model sinds 2006, bestelwagen model sinds 2006
  - 121 Amazon (1956–1970), sedan model sinds 2002, stationwagen model sinds 2005
  - 144 / 145 (1966–1971) (sedan en stationwagen), modellen sinds 2009
  - 240, model van PCX sinds 2020
  - 66 (1975–1980; sedan en stationwagen), modellen sinds 2020
  - 740 (1982–1985; sedan en stationwagen), modellen van PCX sinds 2021
  - V60, model van PCX sinds 2024
- Wanderer W 21 / W 22 (1933–1938; sedan en cabriolet), modellen jaren 1980
- Wartburg
  - 311 / 312 (1955–1967), sedan model sinds 1997, Camping model sinds 2008, coupé model sinds 2015

## Vrachtwagens
Brekina maakt modellen van vrachtwagens, zoals:
- Ackermann (1955–1967) (op chassis van MB LP 322, MAN 635, Henschel, Magirus-Deutz Pluto, Borgward B 4500 F of Büssing Burglöwe), model sinds 1994
- Alfa Romeo F 20n (bestelwagen), model sinds 2019; AR 6 (bestelwagen en minibus, 1982–1990), model sinds 2021
- Avia A30 (bestelwagen), model sinds 2019
- Barkas B1000 (1961–1991) (bestelwagen en minibus), model sinds 2006
- Bedford TK, model sinds 2021
- Berliet GLR 8, TLR 8, model sinds 2011
- Borgward: B 1500, B 4500, B 655
- Büssing: 12000 (1950–1954), 8000; LS 11; LU 11; Commodore; Burglöwe
- Chevrolet Bison
- Citroen C25 (bestelwagen en minibus, 1982–1990) model sinds 2021
- DAF: F 900; 2000 DO; FT 2600
- Dodge A 100 (1964) (pick-up, van, bus), model sinds 2013
- FAUN L 8 L (1956–1958), model sinds 2007; F 24 LF 8 (brandweer), model sinds 2021
- FIAT: Zeta (bestelwagen) (1972–1982), model sinds 2010; Ducato (1982–1990), model sinds 2021; Lupetto (1962–1972), model sinds 2014; 642, model sinds 2020; 690N (1964–1971), model sinds 2019; 691N, model sinds 2022
- Ford
  - FK 3500 (1951–1955), model sinds 2005
  - CLT 9000
  - LTL 9000
  - Aeromax, model sinds 2024
- GMC General, model sinds 2022
- Hanomag L 28 (1950–1957) model sinds 1993; L 28 bestelwagen, model van Starline
- Hanomag-Henschel: F 25; F 55; Hanomag-Enser (1967–1974), model sinds 2008;
- Henschel: HS 140 (1951–1960), model sinds 1987; met vrachtwagencabine van Louis Lepoix: HS 12, HS 14; HS 16, HS 22 (1961–1966), model sinds 1992; F 161, model sinds 2024
- IFA: H 6; Z 6; S 4000-1
- IVECO Zeta, 50-10

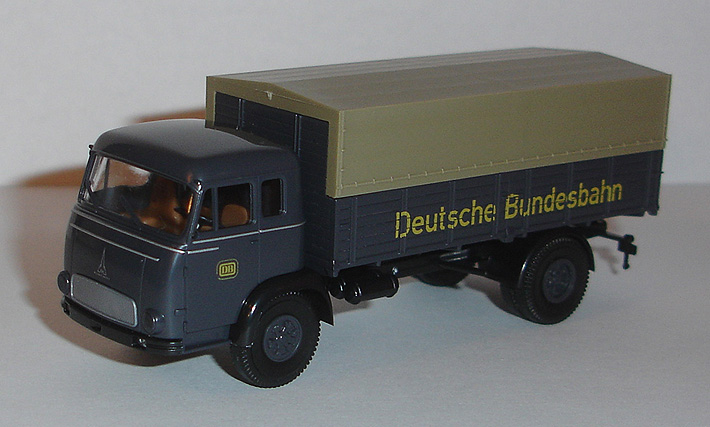
Magirus-Deutz Pluto

- Kaelble: K 631, K 832 L, model sinds 2006
- Kenworth
  - K 100 Aerodyne, model sinds 2022
  - T 600, model sinds 2024
- Krupp: Titan; Mustang, Tiger; S 960, LF 980, SF 980, SF 380
- Lanz Eilbulldog (1937–1954) model sinds 2002
- LIAZ 706, model sinds 2017
- Mack RS 700, modell sinds 2023
- Magirus-Deutz: S 3500; Mercur; Saturn; Pluto; 125, 125 A, 150 AK; 90 D 6 (X-serie); MK (Vierer-Club); 310 D 16/22
- MAN: F 8; 635, 650; 10.212 F en FS; 14.230 DFS; 26.280 DHAK
- Mercedes-Benz: L 3500; L 4500; L 5000; 206/207, 307; 311, 312; 319; 322; 325, 326, 327; 328; 333, 334, 338; 406, 508, 608; 1113, 1418, 1519; 1620, 1624, 2224
  - Unimog: 402; 411 en 421
  - MB Trac 800 (1975–1991)
- OM Lupetto, 70
- Opel Blitz (1952–1959), model sinds 1990
- Opel Blitz: 1960–1965 en 1965–1975 (bestelwagen), model sinds 2003
- Renault Goélette (bestelwagen, 1950–1965), model sinds 2021; JN 90, model sinds 2017
- Peterbilt 281, 359, modellen sinds 2022
- Peugeot J5 (bestelwagen en minibus, 1982–1990), model sinds 2021
- Robur: Garant (1954–1961); LO 2500 (1967), LO 2501 (1968–1991)
- Saviem SG2 (bestelwagen, 1970–1979), 635
- Scania-Vabis: LB 76, LBS 76 (1961–1968); L 110, LT 110
- Steyr: 380, 480, modellen van Starline; 590
- Tatra 813 en 815, modellen sinds 2023
- UNIC ZU 122 Izoard, model sinds 2015
- Volvo: N 88, N 10; F 613; F 89

## Autobussen
Brekina maakt modellen van autobussen, o.a:
- AEC / Park Royal Routemaster (Londen dubbeldeksbus, 1958–1962), model sinds 2020
- Auwärter Neoplan: NS 12 (jaren 1960), model van Starline sinds 2018, NH 12, model van Starline sinds 2019; Skyliner NH 22 (dubbeldeksbus), model sinds 2020
- Borgward BO 4000 (1951), model sinds 2022
- Büssing: TU (jaren 1950), model sinds 1998; 12000 T; Senator 12D (1964–1967), model sinds 2021; Präsident 1½-decker; dubbeldeksbus D2U (West-Berlijn jaren 1960), model sinds 2022
- Dodge S600 US-schoolbus, model sinds 2024
- FIAT 306/3 (streekbus, jaren 1970), model sinds 2022; FIAT 418 (stadsbus, jaren 1970), model sinds 2024
- Fleischer S5 (1972), model sinds 2022
- Gräf & Stift: 120 OGL, 120 ON, 140 FON, modellen van Starline
- Hanomag L 28 Lohner, model van Starline sinds 2017
- IFA Do 56 (dubbeldeksbus Oost-Berlijn, 1957–1959), model sinds 2021; H 6 B/L, model sinds 2022
- Ikarus 55 en 66 (1959–1972); 255 (1972–1983), model sinds 2018; 260 (1972–1980), model sinds 2021; 280.02 en 280.03 (1972–1990, gelede bus), model sinds 2019
- Jelcz 043 (1959–1986), model van Starline sinds 2019
- Kässbohrer Setra S 6 (1955–1964), model sinds 1993; S 12, model van Starline sinds 2017; S 140 ES (streekbus) en S 150 H (touringcar), modellen sinds 2023
- Krauss-Maffei KMO 150/160 (1953–1960), model sinds 2007
- Magirus-Deutz Saturn 2 (1960–1967), model sinds 2021; 150 LS 12 (1965–1968), model sinds 2001
- MAN: MKN 630 (1957), model sinds 1997; 750 HO (1967–1972), model sinds 2020
- Mercedes-Benz: O 6600, O 6600 H, O 319, O 321 H (1957–1961), O 317 / Vetter 1½-decker, O 317 k (1966–1972), O 302, O 305 (1972–1979), O 307 (1973–1979), O 309
- NWF BS 300 (1952–1954), model sinds 2004
- Saurer: BT 4500, 5 GVF-U, modellen van Starline
- Škoda
  - 706 RTO (1958–1977), model van Starline sinds 2018
  - Tr 9 Trolleybus, model sinds 2024
- Steyr: 380, 480 A, modellen van Starline

## Motorrijtuigen
- Draisine Klv 12 en Klv 20 (VW Transporter), in de schalen 1:87 (H0, model 2007–2018), 1:160 (N) en 1:22,5 (G, model 2009–2018)
- NWF BS 300 "Schi-Stra-Bus" (1952–1954) in 1:87 (H0), model 2005–2018
- Sylter Inselbahn Borgward railvoertuig (1954–1970) in 1:87 voor normaalspoor (H0) en meterspoor (H0m), model 2012–2018
- Uerdinger Railbus (VT 95.9 en VB 140) in 1:87 (HO)
- MAN Railbus, in de schalen 1:87 (H0) en 1:160 (N, model 2011–2018)
- Motorrijtuig van de Maschinenfabrik Esslingen (1951–1955) in 1:87 (H0, model 2011–2018)
- Waggon Union NE 81 in 1:87 (H0), model 2012–2018